# هاري كونروي
هاري كونروي (بالإنجليزية: Harry Conroy)‏ هو صحفي بريطاني، ولد في 6 أبريل 1943، وتوفي في 24 أبريل 2010.